# Roncus assimilis
Roncus assimilis är en spindeldjursart som beskrevs av Beier 1931. Roncus assimilis ingår i släktet Roncus och familjen helplåtklokrypare. Inga underarter finns listade i Catalogue of Life.